# Neneh Superstar
Pour plus de détails, voir Fiche technique et Distribution.
Neneh Superstar est un film français écrit et réalisé par Ramzi Ben Sliman et sorti en 2022. Il est présenté en avant-première en compétition officielle au Festival du Film de Demain 2022 avant sa sortie en salles le 25 janvier 2023. Il remporte le prix du jury du meilleur film au Mon Premier Festival à Paris en 2022.

## Synopsis
Neneh est une petite fille noire de 12 ans qui vient d'intégrer l'école de ballet de l'Opéra de Paris. Malgré son enthousiasme, elle va devoir redoubler d'efforts pour s'arracher à sa condition et se faire accepter par la directrice de l'école, Marianne Belage.

## Fiche technique
Sauf indication contraire, les informations mentionnées dans cette section peuvent être confirmées par la base de données cinématographiques IMDb,  présente dans la section « Liens externes ».
- Titre original : Neneh Superstar
- Réalisation et scénario : Ramzi Ben Sliman
- Photographie : Antony Diaz
- Musique : Jean-Bohémond Leguay + chanson BB Compte de Meryl
- Montage : Basile Belkhiri
- Production : Rémi Cervoni, Sidonie Dumas, Marc Vadé
- Sociétés de production : Gaumont, France 2 Cinéma, Canal+ et Ciné+
- Sociétés de distribution : Gaumont
- Pays de production :  France[1]
- Langue originale : français[1]
- Format : couleur
- Genre : comédie dramatique[2]
- Durée : 96 minutes[1]
- Dates de sortie[3] :
  - France : 3 juin 2022 (Festival du Film de Demain, avant-première) ; 25 janvier 2023 (sortie nationale)[2]
  - Suisse romande : 25 janvier 2023 (sortie nationale)
  - Canada : 21 avril 2023 (sortie nationale) Date sujette à modification
- Classification :
  - France : tous publics[4]
  - Suisse : âge légal 8 ans / suggére 10 ans[5]

## Distribution
Sauf indication contraire, les informations mentionnées dans cette section peuvent être confirmées par la base de données cinématographiques Allociné,  présente dans la section « Liens externes ».
- Oumy Bruni Garrel : Neneh
- Maïwenn : Marianne Belage
- Aïssa Maïga : Martine
- Steve Tientcheu : Fred
- Cédric Kahn : Jean-Claude Kahane
- Alexandre Steiger : Alexandre Boucher
- Richard Sammel : Victor Max
- Nathalie Richard : Jeanne-Marie Meursault
- Marilyne Canto : Emmanuelle Braque
- Micha Lescot : le professeur de chant

## Tournage
Le film a été tourné entre le 7 juin et le 4 août 2021.

## Marketing
La première affiche officielle du film est sortie le 10 novembre 2022. La bande-annonce officielle est sortie le 23 novembre 2022.

## Bande originale
La bande originale du film, composée par Jean-Bohémond Leguay, est sortie le 20 janvier 2023.

## Sortie
Le film fait sa première mondiale au Festival du Film de Demain à Vierzon le  3 juin 2022. Gaumont sort le film dans les salles françaises le 25 janvier 2023. Le film a une projection à guichets fermés au Festival du film de Londres le 8 octobre 2022.

## Accueil

### Critique
En France, le site Allociné propose une moyenne de 2,9/5, après avoir recensé 13 critiques de presse.

### Box-office
Pour son premier jour d'exploitation en France, Neneh Superstar réalise 4 560 entrées. Le film se classe à la huitième place du box-office des nouveautés, derrière Retour à Séoul (4 714 entrées), et devant Pompon Ours (2 873 entrées).
| Pays ou région | Box-office     | Date d'arrêt du box-office | Nombre de semaines |
| -------------- | -------------- | -------------------------- | ------------------ |
| France         | 77 318 entrées |                            | 6                  |
| Total mondial  |                | -                          | -                  |

## Distinctions

### Récompenses
- Mon Premier Festival 2022 : Prix du jury du meilleur film[15],[16]

### Nominations et sélections
- Festival du Film de Demain 2022 : compétition officielle[10]
- Festival du film de Londres 2022 : sélection « Family »[11]
- Mon Premier Festival 2022 : sélection officielle, en avant-première[17]
- Arras Film Festival 2022 : sélection « Festival des enfants »[18]
- Festival international du film de Saint-Jean-de-Luz 2022 : sélection « Jeunes publics »[19]
- Festival international du film de Melbourne 2023 : sélection « MIFF Schools »[20]